# 조웅천
조웅천(曺雄天, 1971년 3월 17일 ~ )은 전 KBO 리그 SK 와이번스의 투수이자, 현 KBO 리그 두산 베어스의 투수코치이다.

## 선수 시절

### 아마추어 시절
광주상고 시절 유격수로는 키가 작아 실력이 없다며 야구부에서 쫓겨났다. 이후 전학해 순천상고 시절 실업 야구팀 한일은행 출신의 정찬성 감독의 기술을 전수받았다. 고교 2학년 때까지는 유격수로 활동했지만 3학년 때 투수로 전향했다. 고교 시절 방망이를 살 돈이 없어 타자를 포기하고 투수로 전향했다.

### 태평양 돌핀스시절
순천상고 전학 후 뚜렷한 성적을 거두지 못했다. 고향 팀인 해태에서 외면을 당했다. 1989년에 계약금 500만원을 받고 입단해 신고선수로 입단한 후 이듬해 1990년에 2차 5라운드 지명을 받아 정식 선수가 됐다. 데뷔 후 그는 뚜렷한 활약 없이 거의 2군에서 주로 활동했고, 1군에서 4년 동안 5패를 당하고 승이 없다가 1995년부터 1군에서 불펜으로 자리잡기 시작해 그 해 6월 15일 삼성전에서 데뷔 첫 승을 거뒀다.

### 현대 유니콘스시절
1996년 태평양 돌핀스를 인수하고 창단한 팀으로 오며 불펜으로 활약하기 시작했다. 특히 그의 특유의 슬라이더를 주무기로 타자들을 공략해 나갔다. 1998년에 당시 투수코치였던 김시진을 만나 싱커를 연마한 뒤 그의 기량은 더욱 향상됐다. 그는 팀에서 5년 동안 필승 계투조로 활약했다. 2000년에 16홀드를 기록해 처음으로 신설된 초대 홀드왕을 수상했다.

### SK 와이번스시절
초대 홀드왕 타이틀을 거머쥔 후 2001년에 조규제와 함께 현금 트레이드돼 이적했다. 이적 첫 해에 그는 트레이드 충격에 벗어나지 못해 5점대 평균자책점으로 부진했다.
이듬해 2002년에 트레이드 충격을 털어내 3점대 평균자책점을 기록했다. 2003년에 마무리로 이동해 1점대 평균자책점, 30세이브를 기록했다.
2004년에 다시 중간 계투로 복귀했고 이후 쭉 팀의 필승 계투조로 활약했다. 2006년에 그는 노쇠화 기미를 보여 위기를 한 차례 겪었지만 2007년 시즌에 김성근 감독 체제로 바뀌면서 특유의 싱커로 상대 타자들을 잡아내며 셋업맨으로 크게 활약했다. 2007년 한국시리즈에서 팀의 창단 첫 우승에 기여했다.
2008년에 통산 800경기 출장, 13년 연속 50경기 출장을 달성했다. 그러나 2009년 시즌 초반에 어깨 부상을 당해 2군에서 재활했다. 2009년 10월 29일에 끝내 재활을 포기하고 은퇴를 선언했다. 2010년 3월 28일에 문학야구장에서 정경배와 함께 은퇴식을 치뤘다.

## 야구선수 은퇴 후
2010년 9월 7일 미국 MLB의 시카고 컵스에서의 코치 연수를 마치고 국내로 돌아왔고, 2011년에 SK 와이번스 2군 투수코치로 선임됐다.

## 출신 학교
- 광주남초등학교
- 무등중학교
- 광주상업고등학교(전학) → 순천상업고등학교

## 수상
- 2005년 사랑의 골든글러브

## 주요 기록
- 진한 바탕은 한국 프로 야구 최초 기록임

| 기록                          | 날짜        | 소속   | 구장 | 상대팀 | 상대 타자 | 경기 결과 | 경기수 | 달성 당시 나이 | 기타                                        | 각주  |
| ----------------------------- | ----------- | ------ | ---- | ------ | --------- | --------- | ------ | -------------- | ------------------------------------------- | ----- |
| 첫 등판                       | 1990.9.18   | 태평양 | 인천 | 빙그레 |           |           |        |                |                                             |       |
| 500경기 출장                  | 2003. 6. 25 | SK     | 문학 | 두산   |           |           |        | 32세3개월 8일  | 역대 4번째                                  |       |
| 투수 최다 경기 출장 (614경기) | 2005, 6, 24 | SK     | 문학 | 삼성   |           |           |        | ,              | 종전 : LG 김용수                            | [ 2 ] |
| 투수 10년 연속 50경기 출장    | 2005, 9, 20 | SK     | 광주 | KIA    |           |           |        |                | 통산 639경기 출장                           | [ 3 ] |
| 통산 700경기 출장             | 2007.4.19   | SK     | 문학 | KIA    |           |           |        |                | 9회 무사 등판 2와 1/3이닝 2안타 무실점      |       |
| 통산 800경기 출장             | 2008.8.27   | SK     | 문학 | 두산   |           |           |        |                | 9회 무사 등판 1이닝 2안타 1실점 1타수 1타점 |       |
| 813경기 출장                  | 2010.3.28   | SK     | 문학 | 한화   |           |           |        |                | 은퇴 경기                                   |       |

## 통산 기록
| 연도 | 팀명   | 평균자책점 | 경기 | 완투 | 완봉 | 승 | 패 | 세 | 홀 | 승률  | 타자 | 이닝     | 피안타 | 피홈런 | 볼넷 | 사구 | 탈삼진 | 실점 | 자책점 | 비고     |
| ---- | ------ | ---------- | ---- | ---- | ---- | -- | -- | -- | -- | ----- | ---- | -------- | ------ | ------ | ---- | ---- | ------ | ---- | ------ | -------- |
| 1990 | 태평양 | 6.00       | 2    | 0    | 0    | 0  | 0  | 0  | 0  | 0.000 | 14   | 3        | 2      | 1      | 3    | 0    | 2      | 2    | 2      |          |
| 1991 | 태평양 | 7.20       | 4    | 0    | 0    | 0  | 0  | 0  | 0  | 0.000 | 47   | 10       | 15     | 1      | 1    | 2    | 2      | 9    | 8      |          |
| 1993 | 태평양 | 4.29       | 11   | 0    | 0    | 0  | 5  | 0  | 0  | 0.000 | 180  | 42       | 39     | 2      | 12   | 7    | 16     | 22   | 20     |          |
| 1994 | 태평양 | 6.60       | 8    | 0    | 0    | 0  | 0  | 0  | 0  | 0.000 | 68   | 15       | 18     | 3      | 4    | 1    | 10     | 13   | 11     |          |
| 1995 | 태평양 | 2.57       | 29   | 1    | 0    | 2  | 2  | 0  | 0  | 0.500 | 339  | 80 2/3   | 71     | 10     | 27   | 9    | 63     | 27   | 23     |          |
| 1996 | 현대   | 2.11       | 68   | 0    | 0    | 6  | 5  | 3  | 0  | 0.545 | 368  | 94       | 63     | 3      | 29   | 7    | 76     | 26   | 22     |          |
| 1997 | 현대   | 2.84       | 55   | 0    | 0    | 7  | 2  | 4  | 0  | 0.778 | 372  | 92       | 73     | 6      | 32   | 4    | 64     | 32   | 29     |          |
| 1998 | 현대   | 3.51       | 52   | 0    | 0    | 3  | 1  | 1  | 0  | 0.750 | 214  | 51 1/3   | 55     | 9      | 14   | 3    | 41     | 23   | 20     |          |
| 1999 | 현대   | 3.43       | 51   | 0    | 0    | 1  | 1  | 1  | 0  | 0.500 | 193  | 44 2/3   | 48     | 4      | 5    | 3    | 48     | 23   | 17     |          |
| 2000 | 현대   | 3.05       | 74   | 0    | 0    | 8  | 6  | 8  | 16 | 0.571 | 378  | 94 1/3   | 77     | 9      | 20   | 6    | 99     | 34   | 32     | 홀드 1위 |
| 2001 | SK     | 5.63       | 59   | 0    | 0    | 2  | 5  | 12 | 9  | 0.286 | 358  | 76 2/3   | 96     | 9      | 25   | 6    | 77     | 50   | 48     |          |
| 2002 | SK     | 3.27       | 56   | 0    | 0    | 9  | 5  | 6  | 5  | 0.643 | 327  | 82 2/3   | 70     | 8      | 21   | 1    | 63     | 31   | 30     |          |
| 2003 | SK     | 1.97       | 65   | 0    | 0    | 6  | 5  | 30 | 2  | 0.545 | 316  | 77 2/3   | 70     | 7      | 19   | 4    | 75     | 18   | 17     | 구원 1위 |
| 2004 | SK     | 3.08       | 55   | 0    | 0    | 6  | 6  | 9  | 10 | 0.500 | 344  | 79       | 79     | 5      | 26   | 4    | 85     | 34   | 27     |          |
| 2005 | SK     | 3.28       | 52   | 0    | 0    | 5  | 4  | 10 | 6  | 0.556 | 246  | 60 1/3   | 53     | 4      | 15   | 5    | 56     | 22   | 22     |          |
| 2006 | SK     | 4.69       | 51   | 0    | 0    | 6  | 2  | 1  | 11 | 0.750 | 273  | 63 1/3   | 81     | 10     | 10   | 1    | 46     | 38   | 33     |          |
| 2007 | SK     | 1.57       | 64   | 0    | 0    | 2  | 3  | 9  | 16 | 0.400 | 287  | 74 2/3   | 55     | 4      | 17   | 1    | 59     | 14   | 13     |          |
| 2008 | SK     | 2.68       | 52   | 0    | 0    | 1  | 2  | 4  | 13 | 0.333 | 193  | 47       | 44     | 5      | 15   | 1    | 33     | 19   | 14     |          |
| 2009 | SK     | 4.15       | 5    | 0    | 0    | 0  | 0  | 0  | 1  | 0.000 | 17   | 4 1/3    | 3      | 0      | 1    | 0    | 5      | 2    | 2      |          |
| 통산 | 19시즌 | 3.21       | 813  | 1    | 0    | 64 | 54 | 98 | 89 | 0.542 | 4534 | 1092 2/3 | 1012   | 100    | 296  | 65   | 920    | 439  | 390    |          |